# Abdomen (anatomie des insectes)
 (octobre 2017).
Si vous disposez d'ouvrages ou d'articles de référence ou si vous connaissez des sites web de qualité traitant du thème abordé ici, merci de compléter l'article en donnant les références utiles à sa vérifiabilité et en les liant à la section « Notes et références ».

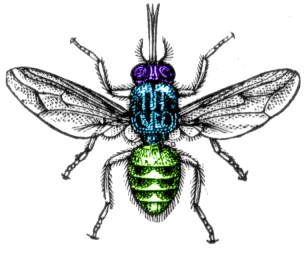
Anatomie d'une mouche tsé-tsé : en vert : l'abdomen

Schéma de l'abdomen de l'apocrite

L’abdomen est la troisième grande section du corps de l’insecte. Il se trouve derrière le thorax.

## Anatomie externe
L'abdomen de l'insecte est composé de 5 à 11 segments. Les deux principaux types de segments sont les tergites (sur la face dorsale) et les sternites (sur la face ventrale). Ces deux séries de plaques sont articulées latéralement par un repli membranaire (conjonctive) extensible, appelé repli tégumentaire pleural (ou pleure). Chez la plupart des insectes, les tergites sont membraneux et cachés sous les ailes au repos. Les sternites sont généralement plus larges et bien visibles sous l'abdomen. Leur niveau de sclérification est très variable.
On appelle propodéum le premier segment de l'abdomen et pygidium la face dorsale du dernier segment.
L'abdomen peut porter des cerques ou autres organes tels que :
- des pinces (perce-oreille ou panorpes) ;
- des oviscaptes ou autre ovipositeurs chez les femelles de certaines espèces (sauterelles par exemple) ;
- des cornicules chez les pucerons ;
- une furcula et un collophore chez les collemboles;
- un urogomphe, qui est, chez certaines larves, un prolongement fixe ou mobile fixé sur l'un des derniers segments de l'abdomen.

Il ne porte jamais de pattes chez l'insecte, adulte ou immature, mais il peut porter des fausses pattes.
Il porte de chaque côté une rangée de stigmates pour permettre la respiration de l'insecte.
Chez les hyménoptères, le deuxième segment, qu'on appelle le pétiole, est étranglé. Il arrive que le troisième segment, le postpétiole, le soit aussi. La portion de l'abdomen ainsi rétrécie, composée soit du deuxième segment, soit du deuxième et du troisième, est parfois appelée pédicelle. C'est cet étranglement qui vaut aux guêpes leur « taille de guêpe ». Chez les hyménoptères apocrites, le gastre est la partie élargie de l'abdomen postérieure au pétiole. Le gastre commence au troisième segment abdominal, ou au quatrième si le troisième segment est lui aussi étranglé.

## Anatomie interne
Il contient les viscères de l'insecte (intestin, rein, tubes de Malpighi…).
Le cœur de l'insecte se trouve dans la région dorsale de l'abdomen.

### Appareil reproducteur
L'abdomen contient aussi les organes reproducteurs des insectes.
On appelle genitalia l'ensemble des pièces de l'armature génitale.

#### Appareil reproducteur mâle
La forme du phallus des mâles de certaines espèces est une clé d'identification de l'espèce.
On appelle phallobase la partie proximale du phallus. Cette phallobase peut porter des paramères, sortes d'appendices latéraux chez les coléoptères.